# 西寨子古墓
西寨子古墓，位于中国河北省衡水市西宅子村，为衡水市安平县的一个省级文物保护单位，类型为古墓葬，公布时间为1993年7月15日。
西寨子古墓的历史年代为东汉。